# Pseudochaeta frontalis
Pseudochaeta frontalis är en tvåvingeart som beskrevs av Henry J. Reinhard 1946. Pseudochaeta frontalis ingår i släktet Pseudochaeta och familjen parasitflugor. Inga underarter finns listade i Catalogue of Life.